# أمازيغية شلحية
تشلحيت (وتسمى أيضاً: السوسية )   هي إحدى لغات الأطلس الأمازيغية،   وهي لغة امازيغ الاطلس الصخير و سوس في المغرب. يشمل مجال الشلحة الجزء الغربي لجبال الأطلس الكبير، وجبال الأطلس الصغير، ومعظم سهل سوس، ومن أهم المراكز الحضرية لهذا المجال مدن أݣادير، وتزنيت، وتارودانت والصويرة .

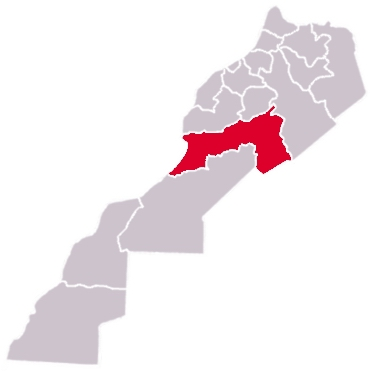
المنطقة الإدارية سوس ماسة درعة حيث تنتشر لهجة تشلحيت (حسب التقسيم الإداري السابق للمملكة المغربية).

تُستعمل اللغة الشلحية أساسا بالمملكة المغربية في رقعة جغرافية يحدها محور دمنات - الصويرة شمالا، والمحيط الأطلسي غربا، ومحور تاكونيت شرقا، ومحور سلسلة باني - واد نون جنوبا، يمكن كذلك أن تُحدد هذه الرقعة في الأطلس الكبير الغربي والأطلس الصغير وسهل سوس حتى واد نون جنوبا. ومن أهم المراكز الحضرية التي تنتمي لهذه الرقعة هي مراكش، الصويرة، أگادير، تارودانت وتزنيت . كما أنها موجودة كذلك في أغلب المدن المغربية نتيجة هجرة أبناء الجنوب، حيث تشكل مدن الدار البيضاء والرباط خصوصاً مركزين يشكل الناطقون باللغة الشلحية نسبة مهمة من ساكنتها. بالإضافة كذلك إلى وجود نسبة مهمة من الناطقين بها في أوروبا خصوصاً فرنسا. وتتميز اللغة الشلحية بتجانس كبير على امتداد رقعة تداولها، حيث أنه رغم بقائها شفوية وعدم تنميطها، فإن هناك تفاهما تاماً بين مختلف الناطقين بها. ويمكن الإشارة إلى أن الاختلافات التي يمكن رصدها تنحصر في بعض التغيرات الصوتية الطفيفة وفي بعض الاختلافات المعجمية البسيطة والطبيعية بالنسبة لأية لغة. وقد ساهم المغنون والمنتجون (موسيقى الروايس) عبر رقعة تداولها في التقليل من تأثير هذه الاختلافات كما كان للبرامج الإذاعية والأشرطة الصوتية وأشرطة الفيديو وVCD، دور كبير في جعل اللغة الشلحية تنوعاً لغوياً يتميز بتجانس كبير.

## الكتابة

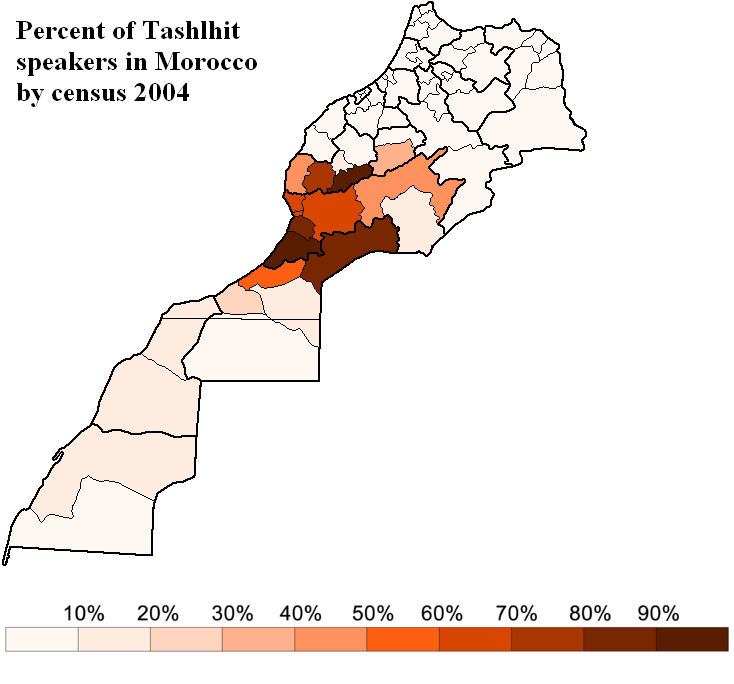
خارطة توزيع نسب المتكلمين بتشلحيت.

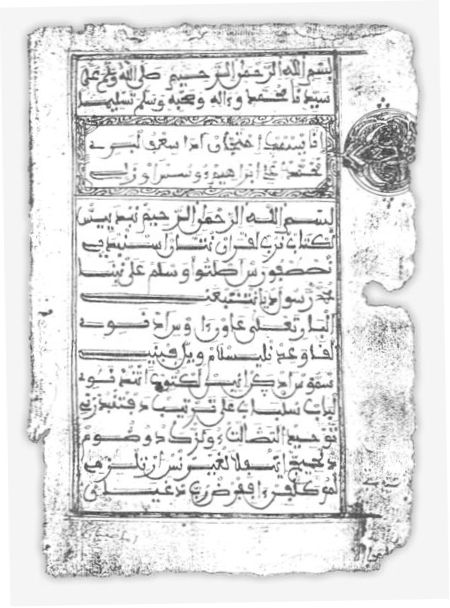
كتاب لامحمد بن علي الهوزالي مكتوب بلهجة تاشلحيت بحروف عربية.

وفيما يخص الكتابة بتاشلحيت. فيمكن الإشارة إلى أنها قديمة، وقد كتبت بها بالخصوص مؤلفات دينية في الفقه ومنظومات شعرية و نقوش على الصخر و الحجر يعود تاريخها لآلاف السنين . وتوجد مخطوطات كثيرة منتشرة في مختلف المتاحف بأوروبا وعند الخواص، مكتوبة بتاشلحيت. ونذكر على سبيل المثال مخطوطي الحوض وبحر الدموع في الفقه والتصوف لمحمد بن علي الهوزالي.
وكغيرها من اللغات الأمازيغية، فقد تمت كتابتها بالعديد من الأنظمة المختلفة على مر السنين.  ومنذ 2003م، أصبحت كتابة التيفيناغ رسمية في جميع أنحاء المغرب، في حين الأبجدية العربية واللاتينية ما زالت تستخدم بشكل غير رسمي على الانترنت ومختلف المنشورات.

## التدوين
ومع تنامي الوعي بالذات الأمازيغية، عرفت الكتابة قفزة نوعية حيث استشعر المثقفون الأمازيغ ضرورة الانتقال باللغة من الشفوي إلى المكتوب. وهكذا انتقلت اللغة من إنتاج أدب شفوي تقليدي (حكايات، أمثال، أحاجي...) إلى إنتاج أدب حديث (شعر، رواية، مسرح، مجموعات قصصية، كتب تدريس اللغة...) وعرفت نهاية الستينات وبداية السبعينات ظهور أولى الإصدارات الأمازيغية بتاشلحيت.